# Çanakoluk, Samandağ
Çanakoluk là một xã thuộc huyện Samandağ, tỉnh Hatay, Thổ Nhĩ Kỳ. Dân số thời điểm năm 2011 là 951 người.